# Guttormur Andrasson
Guttormur Andrasson (gestorben im Mai 1572 in Bergen) war von 1544 bis Anfang 1572 Løgmaður der Färöer. Er war der Vater des späteren Løgmaður Ísak Guttormsson.
Guttormur war der Sohn des Løgmaður Andras Guttormsson aus Sumba. Nach dem Tod seines Vaters im Jahr 1544 wurde er vom König zu dessen Nachfolger im Amt des Løgmaður ernannt. Er lebte anschließend auf dem Hof Úti í Bø in Kirkjubøur. Als 1555 auf Anweisung des dänisch-norwegischen Königs der Sitz des Løgmaður von Kirkjubøur auf den Hof Steigargarður in Sandavágur verlegt wurde (und dort bis Anfang des 19. Jahrhunderts verblieb), siedelte Guttormur von Streymoy auf die Insel Vágar um.
Im Winter 1570/71 reiste er im Auftrag des Løgtings zusammen mit anderen Vertretern nach Kopenhagen, um dort die Unzufriedenheit der Färöer mit den Handelsbedingungen auf den Inseln, insbesondere der Versorgung mit Holz, vorzubringen. Tatsächlich konnten die färöischen Vertreter erreichen, dass sie von nun an einen Teil der Handelsangelegenheiten in die eigenen Hände nehmen konnten und sie erhielten auch die Erlaubnis ein regelmäßig fahrendes Schiff zur Heranschaffung von Holz aus Norwegen zu unterhalten. Auf der Rückreise im Winter 1571 wurde Guttormur jedoch krank und war gezwungen unterwegs in Bergen zu bleiben, wo er dann im Mai 1572 verstarb. Guttormur muss ein hochgeschätzter Mann gewesen sein, denn es wird berichtet, dass er im Chor der Domkirche von Bergen beigesetzt wurde, und zwar „udenfor den stol, som slotsherren plejer at have staende“. An dieser Stelle befanden sich die Gräber von Bischöfen und anderen hohen Würdenträgern.
Die schwere Erkrankung von Guttormur hängt möglicherweise auch damit zusammen, dass bereits im Januar 1572 Jógvan Heinason, ein Sohn von Heini Havreki, zum neuen Løgmaður ernannt wurde.